# 会津ぐるっとカード
会津ぐるっとカード（あいづぐるっとカード）とは、福島県会津地方で利用できる一日乗車券である。

## 概要
「福島県西部広域都市間公共交通活性化プロジェクト」の一環として、会津若松市を中心に周辺市町村・交通機関・観光施設等が「会津カード運営協議会」を設立。2003年より発売が開始された。
発売価格は大人2,670円・子供1,340円。発売箇所で引換券を購入し、引換箇所でカードとガイドブックに引き換える。引換券有効期間内の連続した2日間有効で、使用開始する前日から引き換えることができる。
エリア内の鉄道と主に観光地向けのバスで利用できるほか、協賛施設ではカード提示で割引等の特典が受けられる。鉄道は乗車券分の適用となり、特急列車・トロッコ列車・快速列車やSL列車の座席指定席は、特急券・乗車整理券・座席指定券を別途購入することで乗車できる。
年度毎に対象施設の見直し等が図られる。バス路線廃止による除外を除いては拡大傾向だが、発売価格の変更は2014年4月の消費税増税時の1回のみである。

## 関係箇所
2008年度現在
- 自治体・観光協会・商工会
  - 福島県
    - 会津若松市
    - 喜多方市
    - 耶麻郡猪苗代町
    - 耶麻郡磐梯町
    - 耶麻郡北塩原村
    - 大沼郡会津美里町
    - 河沼郡会津坂下町
    - 河沼郡柳津町
    - 南会津郡下郷町
    - 南会津郡南会津町
- 東日本旅客鉄道（JR東日本）
- 会津鉄道
- 会津乗合自動車（会津バス）
- 磐梯東都バス
- 国土交通省東北地方整備局郡山国道事務所
- エリア内協賛施設

## 沿革
- 2003年（平成15年）7月1日 - 発売開始。
- 2004年（平成16年）4月1日 - 柳津町へエリア拡大。
- 2005年（平成17年）7月1日～9月30日 - あいづデスティネーションキャンペーン
- 2006年（平成18年）4月1日 - 喜多方市の旧熱塩加納村域へエリア拡大。
- 2007年（平成19年）11月1日 - ローソンのLoppiで発売開始。

## 発売・引換箇所
- JR東日本
  - 郡山駅[1]
  - 会津若松駅
  - 喜多方駅
  - 会津坂下駅
- 磐梯東都バス
  - 猪苗代磐梯営業所
- 会津バス
  - 会津若松駅前バス案内所（駅前ターミナル）
- 東山温泉観光協会
- 駅Cafe.（七日町駅）
- 一部協賛施設

発売のみ行う箇所（上記・下記の引換箇所で引換が必要）
- JR東日本みどりの窓口（利用エリア内および郡山駅は引換も行う）
- JTB東北
- 日本旅行
- 近畿日本ツーリスト東北
- 東武トップツアーズ
- ローソン (Loppi)
- ファミリーマート
- セブン-イレブン
- ANAセールス

引換のみ行う箇所（購入はできない）
- JR東日本
  - 猪苗代駅[2]
- 会津鉄道
  - 西若松駅
  - 芦ノ牧温泉駅
  - 湯野上温泉駅
  - 会津下郷駅
  - 会津田島駅[3]
- 会津バス
  - 会津若松ターミナルビル案内所（若松営業所）
  - 神明通りバス案内所
  - 喜多方駅前バス案内所（喜多方営業所）
  - 会津坂下バス案内所（坂下営業所）
  - 会津田島駅前バス案内所（田島営業所）
- 磐梯高原地区ホテル
  - 裏磐梯ロイヤルホテル
  - 裏磐梯猫魔ホテル
  - 裏磐梯高原ホテル

## 利用エリア
- JR東日本
  - 磐越西線：猪苗代駅 - 喜多方駅
  - 只見線：会津若松駅 - 会津柳津駅
- 会津鉄道
  - 会津線：西若松駅 - 会津田島駅
- まちなか周遊バス運行事業実行委員会
  - まちなか周遊バス「ハイカラさん」「あかべぇ」 会津若松市内周遊
  - 北会津地域巡回バス「ピカリン号」
  - 河東地域コミュニティバス「みなづる号」
- 会津バス
  - 若松駅前 - 上三寄（芦ノ牧温泉駅） - 芦の牧車庫（芦ノ牧温泉）
  - 若松駅前 - 西若松駅前 - 本郷車庫
  - 若松駅前 - 高田駅前 - 永井野
  - 若松駅前 - 新鶴駅前 - 新鶴温泉
  - 若松駅前 - 七日町駅前 - 坂下営業所
  - 西若松駅前 - 若松駅前 - 強清水
  - 西若松駅前 - 若松駅前 - アピオ - 笈川学校前
  - 西若松駅前 - 若松駅前 - 塩川グリーンプラザ - 喜多方営業所
  - 米代二丁目 - 若松駅前 - 広田駅前 - 熊倉 - 喜多方営業所 - 喜多方駅前
  - 喜多方駅前 - 喜多方営業所 - 加納 - 夢の森
  - 喜多方駅前 - 喜多方営業所 - 喜多の郷 - 夢の森 - 日中線記念館前 - 熱塩温泉 - 千石沢
  - 喜多方営業所 - 鎧沼 - 坂下営業所
  - 坂下営業所 - 坂本駅前 - 柳津駅前 - 虚空蔵下（柳津温泉） - 柳津運動公園前
- 磐梯東都バス
  - 猪苗代駅 - 裏磐梯ロイヤルホテル - 五色沼入口 - 裏磐梯高原駅 - 大塩裏磐梯温泉 - 喜多方駅
  - 猪苗代駅 - 裏磐梯ロイヤルホテル - 五色沼入口 - 裏磐梯高原駅 - 磐梯桧原湖畔ホテル
  - 猪苗代駅 - 裏磐梯ロイヤルホテル - 五色沼入口 - 休暇村裏磐梯
  - 猪苗代駅 - 堅田 - 志田浜 - 上戸駅
  - 猪苗代駅 - 堅田 - 野口記念館 - 金の橋 - 会津レクリエーション公園 - 慧日寺資料館
  - 磐梯町駅 - 慧日寺資料館
  - 猪苗代駅 - 樋の口 - 中の沢（中ノ沢温泉）
  - 周遊バス「森のくまさん」 桧原湖周遊、高原周遊

## 課題
- 購入後、そのまま使えず引き換える必要があるため[4]、二度手間となること等が挙げられている[5]。一部を除き[1][3]、利用エリア入口を跨って利用する場合はそのまま適用できないほか、只見線小出駅方の入口である柳津町には引換箇所が無い。